# Rubus lanyuensis
Rubus lanyuensis är en rosväxtart som beskrevs av C. E. Chang. Rubus lanyuensis ingår i släktet rubusar, och familjen rosväxter. Inga underarter finns listade i Catalogue of Life.